# Spark Matsunaga
Spark Masayuki Matsunaga (ur. 8 października 1916 w Kukuiula na wyspie Kauaʻi w archipelagu Hawajów, zm. 15 kwietnia 1990 w Toronto w Kanadzie) – amerykański polityk ze stanu Hawaje pochodzenia japońskiego. Był członkiem Partii Demokratycznej.

## Życiorys
W roku 1941 ukończył studia pedagogiczne na University of Hawaii w Honolulu. W chwili japońskiego ataku na Pearl Harbor w grudniu 1941 był żołnierzem. Po rozpoczęciu wojny amerykańsko-japońskiej, na fali paniki i uprzedzeń wobec japońskich imigrantów oraz Amerykanów japońskiego pochodzenia nastąpiły ich wysiedlenia z Hawajów i masowe internowania na terenie USA. Jak wielu innych, Matsunaga został zwolniony ze służby w armii amerykańskiej i internowany w obozie Camp McCoy w stanie Wisconsin. Po kilku miesiącach, po pozytywnym rozpatrzeniu petycji Amerykanów japońskiego pochodzenia (tzw. Nisei) do prezydenta Franklina D. Roosevelta, Matsunaga został przywrócony do służby i wcielony do nowo utworzonego 100. batalionu piechoty, który został wysłany do walki na froncie włoskim. Batalion ten był w całości złożony z Nisei; nazwano go później Purple Heart Battalion, w uznaniu męstwa jego żołnierzy. Za zasługi wojenne Spark Matsunaga otrzymał Brązową Gwiazdę (ang. Bronze Star) oraz dwa Purpurowe Serca (ang. Purple Heart).
W roku 1945 Matsunaga zakończył służbę w randze kapitana. W roku 1951 ukończył studia prawnicze w Harvard Law School.
Po raz pierwszy członkiem Kongresu USA wybrano go w roku 1962, dzięki czemu zasiadał w Izbie Reprezentantów w latach 1963–1976, kiedy to przesiadł się do ław senackich. W Senacie zasiadał w latach 1977–1990, do czasu swojej śmierci.
Był propagatorem wychowania do życia w pokoju. To on miał prawdopodobnie największy udział w utworzeniu Komitetu ds. cywili w czasie wojny (ang. Commission on Wartime Relocation and Internment of Civilians) w roku 1980. W roku 1988, komitet ten doprowadził do podpisania przez prezydenta Ronalda Reagana aktu Civil Liberties Act, który miał za zadanie zrekompensować szkody poniesione przez osoby dotknięte wysiedleniami i internowaniem.
Spark Matsunaga doprowadził także do powstania Instytutu Pokoju (ang. U.S. Peace Institute), był aktywnym propagatorem wykorzystywania odnawialnych źródeł energii i opowiadał się za amerykańsko-rosyjską współpracą w badaniu przestrzeni kosmicznej.
Po jego śmierci ustanowiono nagrodę jego imienia (Spark M. Matsunaga Medal of Peace), którą odznaczono m.in. byłych prezydentów USA Jimmy’ego Cartera oraz Ronalda Reagana (obu w roku 1994).